# جارینپورن جونکیات
جارینپورن جونکیات (تایلندی: จรินทร์พร จุนเกียรติ؛ زادهٔ ۲۹ ژانویهٔ ۱۹۹۰) با نام مستعار توئی (تایلندی: เต้ย) مجری، بازیگر و مدل تایلندی است. او در حال حاضر با کانال ۳ قرارداد دارد. جارینپورن به خاطر بازی در فیلم‌های گالیله عزیز (Dear Galileo) (۲۰۰۹)، شمارش معکوس (۲۰۱۲)، تایم لاین (۲۰۱۴) و سریال امواج زندگی (۲۰۱۷) معروف است.

## دوران ابتدایی زندگی و تحصیلات
جونکیات در روز ۲۹ ژانویه ۱۹۹۰ متولد شد. او مدرک کارشناسی خود را در رشته هنرهای زیبا از دانشگاه سیری ناخارین ویروت گرفت. جونکیات مدرک کارشناسی ارشد خود را از دانشگاه ماهیدول دریافت کرد.

## فیلم‌شناسی
فیلم
| سال  | نام فیلم    | نقش  | نکات     |
| ---- | ----------- | ---- | -------- |
| ۲۰۰۹ | گالیله عزیز | توئی | نقش اصلی |
| ۲۰۱۲ | شمارش معکوس | بی   | نقش اصلی |
| ۲۰۱۴ | تایم لاین   |      | نقش اصلی |

سریال درام
| سال  | نام                | نقش   | نکات     | کانال   |
| ---- | ------------------ | ----- | -------- | ------- |
| ۲۰۰۸ | عشق در آنسوی مرزها |       | نقش اصلی | کانال ۹ |
| ۲۰۱۷ | امواج زندگی        |       | نقش مکمل | کانال ۳ |
| ۲۰۱۷ | عشق شاد            | هونسا | نقش اصلی | کانال ۳ |
| ۲۰۱۷ | نبرد عشق           | هونسا | نقش مکمل | کانال ۳ |